# NGC 700
NGC 700 (również PGC 6928) – galaktyka soczewkowata (S0), znajdująca się w gwiazdozbiorze Andromedy. Odkrył ją 28 października 1850 roku Bindon Stoney – asystent Williama Parsonsa. Należy do gromady galaktyk Abell 262. W bazie SIMBAD i niektórych starszych katalogach jako NGC 700 skatalogowano galaktykę LEDA 6924 (PGC 6924).